# 아오바도리이치반초역
아오바도리이치반초역(일본어: 青葉通一番町駅)은 일본 미야기현 센다이시 아오바구 이치반초 3초메에 있는 센다이 시 지하철 도자이 선의 역이다. 역 번호는 T 06이다.

## 역사
- 2000년 10월: 역명(가칭) 공표.
- 2008년: 착공.
- 2013년 12월 24일: 역명 공식 발표.
- 2014년 3월 31일: 역 직결 빌딩 "더 센다이 타워" 준공.
- 2015년 12월 6일: 영업 개시.

## 역 구조
아오바도리이치반초(산모루 이치발쵸)의 교차부에 위치한다. 아오바도리 위에는 서쪽으로 오마치니시코엔 역, 당역, 동일본여객철도(JR 동일본) 아오바도리역의 3개역이 있다.
기타2 출입구는 후지사키와 직결이 되고 본관 지하 2층 "My kitchen"과 연결된다. 그 밖에 주차장용 출입구가 아오바도리 변에 2곳, 자전거용 엘리베이터가 1곳 있다. 개찰구가 지하 4층 상당부, 승강장이 지하 5층 상당부에 있고, 지하 1층에는 지하 주차장이 있다.

### 타는 곳
| 1 | ■ 도자이 선 |  | 센다이・아라이 방면     |  |
| 2 | ■ 도자이 선 |  | 야기야마도부쓰코엔 방면 |  |

## 출구 안내
기타1,2, 미나미1의 총 3곳이다.

### 기타1 출입구
- 산모루 이치반초
- kurax
- 전력 빌딩
- 일본은행 센다이 지점
- 센다이 시 시민 활동 지원 센터
- 전재 부흥 기념관
- 도호쿠 공제 병원

### 미나미1 출입구
- 더 센다이 타워
- 산모루 이치반초
- 아오바 구 주오 시민 센터
- 히가시니반초 초등학교
- 나나주나나 은행 본점
- 센다이 고등・지방・간이 재판소 합동청사
- 센다이 가정・간이 재판소 합동청사
- 도호쿠 대학 가타히라 캠퍼스
- 웨스틴 호텔 센다이
- 리소나 은행 센다이 지점

### 기타2 출입구
- 후지사키

## 역 주변
- 이치반초
- 고쿠분초
- 아오바도리
- 주오도리
- 후지사키 - B2F 생선 매장 "My kitchen" 직결
- 더 센다이 타워 - 역 직결
- kurax
- 센다이 퍼스트 타워
- 도호쿠 대학 가타히라 캠퍼스
- 센다이 시립 히가시니반초 초등학교
- 센다이 전력 홀
- 바쇼노쓰지
- 일본은행 센다이 지점
- 센다이 은행 빌딩
  - 센다이 은행 본점
- 리소나 은행 센다이 지점
- 나나주나나 은행 바쇼노쓰지 지점
- 호쿠토 은행 센다이 지점
- 미치노쿠 은행 센다이 지점
- 유초 은행 센다이 지점
- 센다이 변호사 회관

## 인접역
| 센다이 시 지하철 ■ 도자이 선                | 센다이 시 지하철 ■ 도자이 선 | 센다이 시 지하철 ■ 도자이 선 |
| ------------------------------------------- | ---------------------------- | ---------------------------- |
| T 05 오마치니시코엔 야기야마도부쓰코엔 방면 |                              | 센다이 T 07 아라이 방면      |